# Sarah Anna Glover
Sarah Anna Glover (13 novembre 1785 – 20 octobre 1867) est une éducatrice musicale anglaise connue pour son invention de la technique musicale Tonic sol-fa.

## Vie et carrière
Sarah Anna Glover est née à Norwich. Son père devient vicaire de l'église Saint Lawrence de Norwich en 1811 et elle développe sa technique Tonic sol-fa pour aider à l'enseignement du chant a cappella. Son livre Scheme for Rendering Psalmody Congregational rencontre un grand succès,.
Sarah Anna Glover vit ensuite à Cromer, puis Reading et Hereford. Elle meurt d'un accident vasculaire cérébral au Great Malvern et y est enterrée.
Le Tonic sol-fa est plus tard développé par John Curwen,.